# Walter Grüters

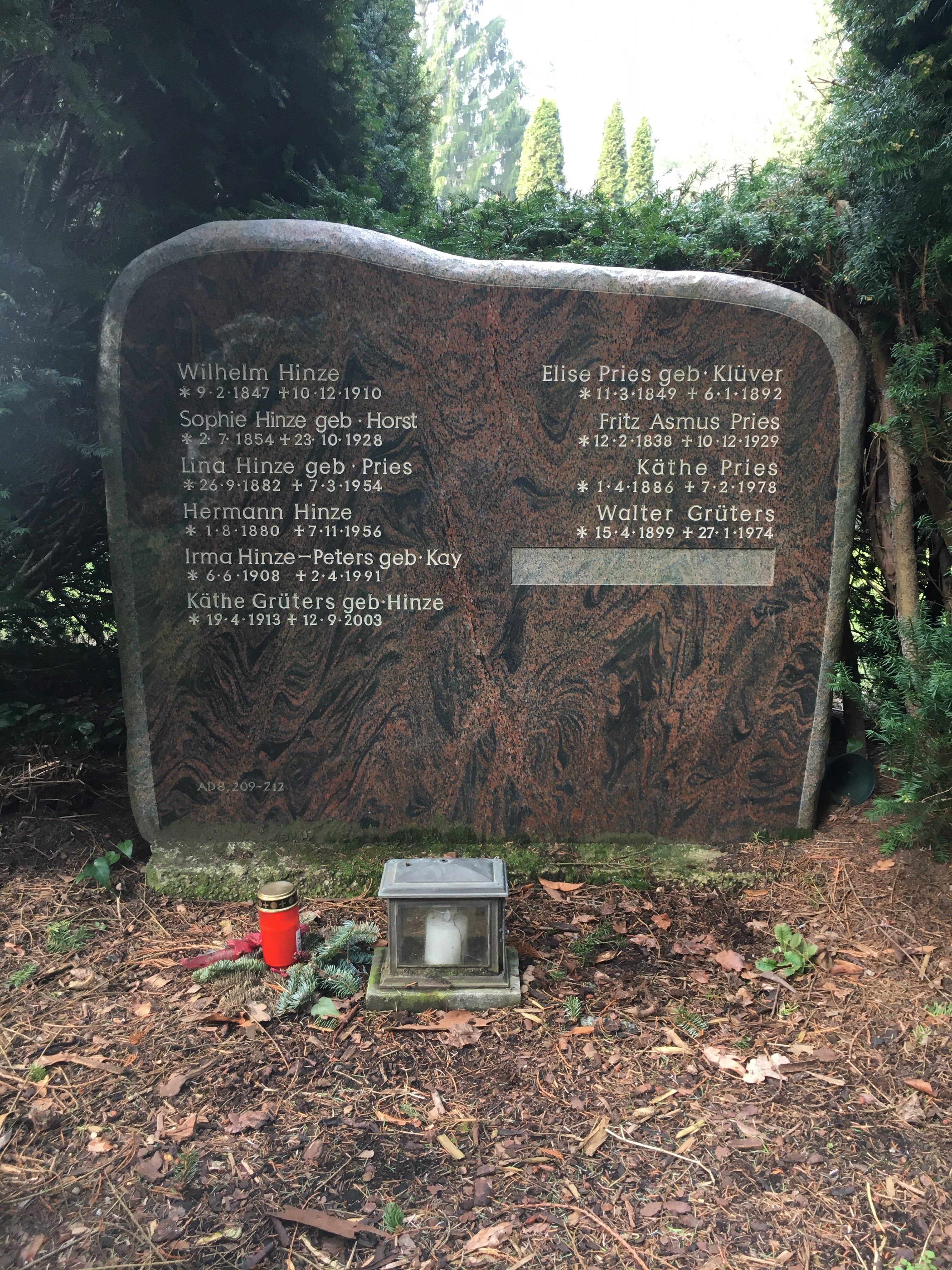
Grabstätte Walter Grüters auf dem Friedhof Ohlsdorf

Walter Grüters (* 15. April 1899 in Frankfurt am Main; † 27. Januar 1974 in Hamburg) war ein deutscher Schauspieler, Hörspielsprecher und -regisseur.

## Leben
Walter Grüters hatte Engagements an verschiedenen Hamburger Theatern, so an Ida Ehres Kammerspielen, am Deutschen Schauspielhaus, dessen Ensemble er in den 1950er Jahren angehörte, oder am Operettenhaus, wo er 1968 neben Shmuel Rodensky in dem Musical Anatevka als Rabbiner auf der Bühne stand. Daneben gastierte Grüters unter anderem am Kleinen Theater im Zoo in Frankfurt, dort war er 1963 in Kleists Lustspiel Der zerbrochne Krug neben Fritz Rémond in der Rolle des Dorfrichters Adam als Gerichtsrat Walter zu sehen. Eine weitere Station seiner Bühnenlaufbahn war das Schauspielhaus Zürich, wo er den Terzky in Schillers Wallenstein spielte, ferner Oberst Pickering in Pygmalion von George Bernard Shaw und den König Alonso im Shakespearschen Sturm. Seine letzte Verpflichtung hatte er wiederum in Hamburg am Ernst-Deutsch-Theater als Pastor Harper in Spitzenhäubchen und Arsenik von Joseph Kesselring.
1928 war Walter Grüters in dem Film Marquis d’Eon, der Spion der Pompadour unter der Regie von Karl Grune zum ersten Mal auf der Leinwand zu sehen. Bis Kriegsbeginn folgten weitere Streifen, unter anderem 1937 Pat und Patachon im Paradies an der Seite des dänischen Komikerduos Carl Schenstrøm und Harald Madsen. In den 1950er Jahren konnte Grüters seine Arbeit vor der Kamera fortsetzen, so sah man ihn 1962 in dem Spielfilm Die glücklichen Jahre der Thorwalds oder in einer Folge der Serie John Klings Abenteuer. Seine letzte Rolle spielte er in der Tatort-Episode Nachtfrost.
Daneben war Walter Grüters umfangreich als Hörspielsprecher tätig. Bereits 1926 hatte er erste Aufgaben bei der Nordischen Rundfunk AG (NORAG) übernommen, nach dem Zweiten Weltkrieg war er bis Ende der 1960er Jahre ein vielbeschäftigter Sprecher überwiegend in Produktionen des Nordwestdeutschen Rundfunks und später des Norddeutschen Rundfunks. Unter anderem wirkte Grüters in mehreren Folgen der Serien Das Gericht zieht sich zur Beratung zurück und Die Jagd nach dem Täter mit, außerdem sprach er die Rolle des Mr. Fitzgerald in der ersten Staffel der Reihe Gestatten, mein Name ist Cox. In einigen Hörspielen führte er darüber hinaus Regie.
Als Synchronsprecher lieh Grüters 1936 Allan Jeayes in dem Film Elefanten-Boy seine Stimme, 1953 sprach er Ferdy Mayne in Sekunden der Verzweiflung.
Walter Grüters starb an den Folgen eines Verkehrsunfalls, als er im Januar 1974 auf dem Hamburger Mittelweg im Stadtteil Rotherbaum von einem Auto überrollt wurde. Seine letzte Ruhestätte fand er auf dem Friedhof Ohlsdorf im Planquadrat AD 8 südlich von Kapelle 8.

## Trivia
Da in dem Musical Anatevka alle männlichen Darsteller einen Bart zu tragen hatten, die Maskenbildnerin das allabendliche Kleben von Bärten aber überfordert hätte, waren die Schauspieler übereingekommen, sich während der Proben Bärte wachsen zu lassen und hatten eine Wette abgeschlossen, wer bei der Premiere am 1. Februar 1968 den längsten Bart vorweisen könne. Hauptdarsteller Shmuel Rodensky siegte mit 15 Zentimetern vor Walter Grüters, dessen Bart es auf eine Länge von 14,2 Zentimeter brachte.

## Filmografie (Auswahl)
- 1928: Marquis d’Eon, der Spion der Pompadour
- 1928: Herzen ohne Ziel
- 1929: Bruder Bernhard
- 1929: Links der Isar – rechts der Spree
- 1929: Wenn der weiße Flieder wieder blüht
- 1929: Wildschütz Jennerwein
- 1930: Glühende Berge – Flammendes Herz
- 1937: Die Landstreicher
- 1937: Pat und Patachon im Paradies
- 1938: Der Schein trügt (Kurzfilm)
- 1953: Im Banne der Guarneri
- 1955: Die Toteninsel
- 1956: Der Verrat von Ottawa
- 1958: Das Geld, das auf der Straße liegt
- 1958: Die Brüder
- 1959: Der Mann, der sich verkaufte
- 1960: Die Irre von Chaillot
- 1962: Die glücklichen Jahre der Thorwalds
- 1963: Der Schatten: Ein Märchen für Erwachsene
- 1963: Eine dumme Sache – Party um Mitternacht
- 1964: Die Verschwörung des Fiesco zu Genua
- 1965: Don Juan
- 1966: John Klings Abenteuer – Die Kunstsammler
- 1966: Die Gefangenen von Murano
- 1966: Die Tintenfische – Unterwasserdetektive greifen ein – Nasse Spuren
- 1967: Großer Mann was nun? (Fernsehserie, 4 Folgen)
- 1973: Eigentlich hatte ich Angst... – Die Geschichte eines ungewöhnlichen Helden
- 1974: Tatort – Nachtfrost

## Hörspiele (Auswahl)

### Als Sprecher
- 1926: Aus Wilhelm Tell, 1. Akt, 4. Auftritt und 2. Akt, 1. Aufzug – Regie: nicht genannt
- 1926: Aus Wallensteins Tod, 2. Akt, 2. und 3. Auftritt – Regie: nicht genannt
- 1947: Schuß im Rampenlicht – Regie: Cay Dietrich Voss
- 1947: Die herrlichen Zeiten – Regie: Alfred Prugel
- 1948: Der Löwe auf dem Platz – Regie: Carl Nagel
- 1950: Die weiße Dame – Regie: Arno Haupt
- 1950: Die Odyssee des Johnny Wren – Regie: Kurt Reiss
- 1951: Mordmelodie – Regie: Otto Kurth
- 1951: Armer Vater Philippe – Regie: Detlof Krüger
- 1951: Radium – Regie: Fritz Schröder-Jahn
- 1952: Das dunkle Element – Regie: Detlof Krüger
- 1952: Der Doppelkopf von Trum – Regie: Kurt Reiss
- 1952: Das Gericht zieht sich zur Beratung zurück (Folge: Eulenspiegel vor Gericht) – Regie: Gerd Fricke
- 1952: Gestatten, mein Name ist Cox (1. Staffel) – Regie: Hans Gertberg
- 1954: Das Gericht zieht sich zur Beratung zurück (Folge: Kuppelei) – Regie: Gerd Fricke
- 1954: Die Feigenblattgondel – Regie: Ludwig Cremer
- 1955: Der Kommandant – Regie: Gerlach Fiedler
- 1955: Der Schönheitskönig – Regie: S. O. Wagner
- 1956: Aufregung im Zoo – Regie: Kurt Reiss
- 1956: Drei Piècen – Regie: Armas Sten Fühler
- 1956: Das Totenschiff – Regie: Gustav Burmester
- 1957: Die Jagd nach dem Täter (Folge: Das Haus in Mexico City) – Regie: S. O. Wagner
- 1957: Die Jagd nach dem Täter (Folge: Der erste Kunde) – Regie: S. O. Wagner
- 1957: Die Jagd nach dem Täter (Folge: Gift für vier) – Regie: S. O. Wagner
- 1958: Die Nacht vor dem Urteil – Regie: Eduard Kramer
- 1958: In einem anderen Land – Regie: Edward Rothe
- 1959: Tennis – Regie: Gert Westphal
- 1959: Die Jagd nach dem Täter (Folge: Lauter Schlüssel) – Regie: S. O. Wagner
- 1960: Der Drachenkopf – Regie: Edward Rothe
- 1960: Josephine – Regie: Detlof Krüger
- 1961: Die Jagd nach dem Täter (Folge: Kamele in Kairo) – Regie: S. O. Wagner
- 1961: Die Jagd nach dem Täter (Folge: Ein Eilbrief aus Frankfurt) – Regie: S. O. Wagner
- 1962: Die Jagd nach dem Täter (Folge: Telefon: Springfield 365) – Regie: S. O. Wagner
- 1962: Die Jagd nach dem Täter (Folge: Der Dilettant) – Regie: S. O. Wagner
- 1964: Die Jagd nach dem Täter (Folge: Die Stimme aus dem Grab) – Regie: S. O. Wagner
- 1965: Diamanten machen Freude – Regie: Harald Vock
- 1965: Brillante Geister – Regie: Günter Siebert
- 1967: Der Bräutigam – Regie: Fritz Schröder-Jahn
- 1967: Das Labyrinth – Regie: Fritz Schröder-Jahn
- 1968: Urteilen Sie selbst! (Folge: Millionen machen Leute) – Regie: Günter Siebert
- 1968: Bericht über die Pest in London, erstattet von Bürgern der Stadt, die im Jahre 1665, zwischen Mai und November, daran zugrunde gingen – Regie: Heinz von Cramer

### Als Regisseur
- 1952: Wölfe und Schafe – Autor: Alexander Nikolajewitsch Ostrowski
- 1953: Antrobus stirbt – Autor: Karl Richard Tschon
- 1954: Hauptmann a. D. – Autor: Hans Hömberg
- 1957: Hundert Minuten zu früh – Autor: Per Schwenzen
- 1957: Das Rendezvous von Senlis – Autor: Jean Anouilh
- 1958: Professor Forster – Autorin: Edith Mikeleitis
- 1958: Der Zöllner Matthäus – Autorin: Marie-Luise Kaschnitz